# Birthe Rønn Hornbech
Birthe Rønn Hornbech, née le 18 octobre 1943 à Copenhague (Danemark), est une femme politique danoise, membre du Venstre. Députée de 1984 à 1987 puis de 1990 à 2015, elle est ministre de 2007 à 2011 dans les gouvernements d'Anders Fogh Rasmussen et de Lars Løkke Rasmussen.

## Ouvrages
- 1990 : Og så gik
- 1993 : Udlændinge i Danmark
- 1997 : Så gik der politik i det, Gyldendal
- 2001 : En lige venstre, Gyldendal
- 2004 : Ret og rimeligt, Gyldendal
- 2004 : Kirsten Jacobsen: På livet løs - En samtale mellem Lise Nørgaard og Birthe Rønn Hornbech, Gyldendal (entretien avec Lise Nørgaard)
- 2006 : Tale er guld, Gyldendal
- 2007 : Fra krigsbarn til folkevalgt, DR Multimedie